# LSD
Vous lisez un « bon article » labellisé en 2010.
Diéthyllysergamide
Pour les articles homonymes, voir LSD (homonymie).
Le diéthyllysergamide, connu sous l'abréviation LSD ou LSD-25 (de l'allemand Lysergsäurediethylamid [lyˈzɛʁkzɔɪ̯ʀədiʔetyːlʔaˌmiːt]  ; littéralement « acide lysergique diéthylamide »), est un psychédélique hallucinogène et psychostimulant d'origine hémisynthétique.
C'est un composé de la famille des lysergamides, dérivé de composés issus de l'ergot du seigle (Claviceps purpurea), un champignon ascomycète qui affecte l’épi des céréales comme le seigle ou le blé,.
Agoniste des récepteurs à la sérotonine 5-HT2A, et doué de propriétés dopaminergiques excitatrices, il provoque de puissants effets psychédéliques, de pseudo-hallucinations et une stimulation extrême du cerveau.
Il est synthétisé à partir d'autres dérivés de l'ergot de seigle en 1938 puis en 1943 par Albert Hofmann et Arthur Stoll chez Sandoz à Bâle en Suisse. Ces derniers découvrent alors ses propriétés psychotropes et les décennies suivantes voient l'essor de sa consommation dans les milieux intellectuels et dans le milieu médical.
Associée très tôt aux mouvements contestataires et, notamment, à la contre-culture dans un contexte d'opposition à la guerre du Vietnam aux États-Unis et d'émergence du mouvement hippie, le LSD est interdit pour la première fois en juin 1966 en France, puis en octobre de la même année en Californie, avant d'être progressivement banni et classé comme stupéfiant à travers le monde.
Le renouveau de l'expérimentation médicale sur le LSD au XXIe siècle semble le réintroduire et en faire un traitement potentiel pour des pathologies mentales particulières comme les addictions ou le trouble de stress post-traumatique ou comme aide à la psychothérapie,, malgré des risques psychiques et des défis éthiques importants,.
Vendu depuis les années 1960 sur le marché noir, le LSD est utilisé comme drogue récréative, notamment en milieu festif liés au mouvement psytrance, mais aussi dans les milieux artistiques plus largement ; il se présente alors le plus souvent sous la forme de petits morceaux de papier buvard (souvent illustrés) imprégnés de la substance. Il peut également prendre la forme d’une goutte de contenant le LSD dilué dans de l'éthanol. Il peut être plus rarement vendu sous forme d'un minuscule comprimé (appelé « micropointe ») ou sous forme de gélatine.

## Histoire
Le syndrome consécutif à l’absorption d'ergot de seigle est nommé l'ergotisme. Connu depuis l'Antiquité puis le haut Moyen Âge sous le nom de « mal des ardents » ou « Feu de Saint Antoine », il se présente sous la forme de délires hallucinatoires assez différents de ceux du LSD, de tremblements, de convulsions, mais aussi de gangrènes caractérisant une forme particulière, gangréneuse. Les toxines de l'ergot de seigle comme l'ergométrine ou l'acide lysergique se retrouvaient alors dans le pain via la farine des céréales et contaminaient des villages entiers. De telles épidémies auraient même eu une influence sur la fertilité des populations au Moyen Âge et sur des vents de panique à type de révolte. Des usages médicaux de l'ergot existaient également : faciliter l'accouchement ou soulager de violentes céphalées.
Des plantes de la famille des Convolvulaceae comme l'Ipomoea tricolor dont les graines renferment des alcaloïdes dérivés de l'ergoline comme l'ergine (LSA) étaient également utilisées dans un cadre rituel sur le continent sud-américain par des populations précolombiennes.

### Synthèse
Le LSD est synthétisé pour la première fois en 1938 par les chimistes suisses Arthur Stoll et Albert Hofmann à Bâle. Ce dernier travaille alors dans le laboratoire dirigé par le professeur Arthur Stoll au sein de l'entreprise pharmaceutique Sandoz (Novartis depuis 1996). Les deux chimistes travaillent sur les applications thérapeutiques possibles de l'ergot du seigle (Claviceps purpurea). Ils utilisent la méthode qui leur servit à synthétiser l'ergométrine. Dans leur plan d'étude, le LSD est le vingt-cinquième dérivé de l'ergot de seigle qu'ils étudient, d'où le nom LSD-25. Ils espèrent obtenir un analeptique, stimulant le système respiratoire mais, lors des expérimentations, on note seulement une activité utéro-constrictive correspondant à 70 % de celle de l'ergométrine et une agitation des animaux lors de la narcose. La molécule n'éveille aucun intérêt et les expérimentations sont arrêtées. Malgré le classement sans suite des études sur le LSD, Hofmann revient sur leurs recherches en 1943. Le 16 avril 1943, il expérimente accidentellement les effets psychotropes de la molécule lors de la phase finale de la synthèse. Hofmann décide alors d'expérimenter véritablement sur lui-même la substance le 19 avril 1943 par une prise de 250 µg par voie orale. Lors de cette expérience, il doit rentrer chez lui à bicyclette (du fait de la guerre, les voitures sont réquisitionnées ; cette course est aussi connue et commémorée chaque année sous le nom de bicycle day,). Il vient d’embarquer pour le premier trip de l’histoire du LSD, ouvrant la voie à de nombreuses autres expérimentations psychédéliques et scientifiques. « J’avais du mal à parler de manière intelligible. J’ai demandé à ma laborantine de m’escorter jusque chez moi. Sur le chemin, mon état a commencé à prendre des proportions inquiétantes. Tout ce qui entrait dans mon champ de vision tremblait et était déformé comme dans un miroir incurvé. J’avais l’impression de ne pas avancer. Pourtant, la laborantine m’a raconté plus tard que nous avions voyagé très rapidement. » Se croyant empoisonné, il consomme près de trois litres de lait, réputé être un anti-poison. Finalement, son médecin, appelé au secours, l'ausculte, ne détecte aucun symptôme autre qu'une mydriase (dilatation des pupilles) et le rassure sur son état. Dans son autobiographie parue en 1980, Albert Hofmann raconte cette première prise volontaire de LSD. Il attribue par la suite ces épisodes angoissants et des sensations de décorporation au surdosage et à l'angoisse suscitée par une situation inconnue.
Arthur Stoll et Albert Hofmann déposent le brevet pour le d-Lysergic Acid Diethylamide aux États-Unis le 23 mars 1948 (en Suisse le 30 avril 1943). En 1947 sont publiés les premiers résultats d'une expérimentation systématique du LSD chez l'humain par le docteur Werner A. Stoll, publiée dans le Schweizer Archiv für Neurologie und Psychiatrie sous le titre « Diéthylamide de l'acide lysergique, un phantasticum du groupe de l'ergot ». Le professeur Werner A. Stoll est psychiatre et fils du patron des laboratoires Sandoz Arthur Stoll ; il fut le premier psychiatre à tester le LSD sur des patients — bien que chercher à traiter des troubles mentaux avec des produits psychoactifs ne fût pas nouveau. Le LSD apparaît comme une molécule prometteuse. Les laboratoires Sandoz mettent au point une préparation-test du nom de Delysid à la disposition des chercheurs. Le LSD est alors utilisé dans les milieux psychiatriques et en psychologie afin de faciliter l'approche psychothérapeutique : de nombreuses études sont menées à son sujet. Dès 1951, un ancien agent des services secrets américains, Alfred Hubbard, s'intéresse au LSD et le fait découvrir à l'écrivain Aldous Huxley en 1955. Devenu médecin, il ouvre des cliniques de traitement de la toxicomanie par le LSD au Canada.

### Usage psychédélique

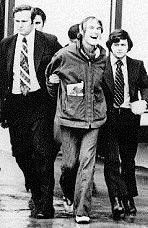
Timothy Leary lors de son arrestation par le Bureau des narcotiques en 1972.

À partir du milieu des années 1950, des publications relatives au LSD suscitent l'intérêt au-delà du milieu médical et sont largement médiatisées et présentées comme des « traitements miraculeux » ou des expériences positives,,,,. L'auto-expérimentation prend de l'ampleur et sort du cadre scientifique. La consommation de LSD augmente et, avec elle, les récits de bad trip commencent à se multiplier. Le LSD est alors fortement lié à la contre-culture américaine – Beat Generation d'abord, puis hippie dans les années 1960-70. Le développement des acuités sensorielles et cérébrales qu'il favoriserait permettrait de dépasser une vision restrictive de soi-même et de son environnement. Des personnalités en vue de l'époque (Allen Ginsberg, Aldous Huxley, Anaïs Nin, Cary Grant, Timothy Leary, Ken Kesey…) en consomment et prônent son usage. Leary s'installe à Millbrook, dans l'État de New York, où il délivre des prises contrôlées de LSD. Kesey s'installe à La Honda en Californie. Il fonde les Merry Pranksters (« joyeux lurons ») avec qui il sillonne les États-Unis dans un bus décoré par leurs soins afin d'organiser des « electric kool-aid acid tests ».
De nombreuses communautés urbaines et rurales  de cette mouvance psychédélique sont créées, en même temps que de nombreux jeunes sympathisants de cette mouvance se regroupent et s'installent dans certains quartiers comme Haight-Ashbury à San Francisco ou l'East Village à New York. C'est à cette époque que commence à être signalé l'usage du LSD sous forme de buvard. En 1963, Sandoz perd les derniers brevets du LSD. Les années 1964 à 1966 voient une multiplication d'articles de presse sur le produit, certains alarmants,,, d'autres laudateurs. Sandoz décide d'en arrêter la distribution en avril 1966. Cet arrêt met fin aux protocoles d'expériences en cours qui doivent alors demander des nouvelles autorisations, qu'ils n'obtiennent pas, auprès de la FDA. L'essor des communautés hippies inquiète les autorités. L'État de Californie, dont le gouverneur est le républicain Ronald Reagan, interdit l'usage du LSD le 6 octobre 1966, décision rapidement suivie par les autres États de l'Union. L'image populaire du LSD change et devient celle d'un produit dangereux.
La convention unique sur les stupéfiants de 1961 ne réglemente pas les nouvelles substances synthétiques psychédéliques. Mais la culture hippie et, avec elle, la consommation de substances psychédéliques concernent peu à peu l'ensemble du monde occidental. Une nouvelle convention sur les stupéfiants est organisée en 1971. le LSD y est classé, dès sa mise en place (et son application dans les pays signataires), dans le tableau I qui liste « les substances ayant un potentiel d'abus présentant un risque grave pour la santé publique et une faible valeur thérapeutique. » Pourtant, la consommation privée de LSD ne baisse que plus tard, au milieu des années 1970.
Depuis, en fonction de la législation des différents pays, la fabrication, la possession et l'utilisation peuvent être sanctionnées par des peines pouvant aller jusqu'à la prison. Malgré cette interdiction, la CIA utilise le LSD dans le cadre d'expérimentations illégales sur des sujets humains au Canada et aux États-Unis dans le cadre du projet MK-Ultra. Le LSD a une énorme influence culturelle dans les années 1960 et 1970 notamment dans les milieux rock, pop, cinématographique et même plus généralement dans le milieu artistique. La CIA envisage à cette époque d'introduire du LSD dans la nourriture de Fidel Castro afin de provoquer chez lui un comportement irrationnel qui le couvrirait de ridicule. Il est également envisagé d’arroser de LSD une station de radio d'où le président cubain devait intervenir.

### Affaire de Pont-Saint-Esprit
L'affaire du pain maudit est une série d'intoxications alimentaires qui frappe la France pendant l'été [1951], dont la plus sérieuse à partir du 16 août à Pont-Saint-Esprit (Gard) où elle fera cinq, voire sept morts, cinquante personnes internées dans des hôpitaux psychiatriques et deux cent cinquante personnes atteintes de symptômes plus ou moins graves ou durables. Soixante-dix ans après les événements de Pont-Saint-Esprit, on ne sait toujours pas à quoi les attribuer. Cliniquement, les symptômes étaient ceux d'une forme mixte d'ergotisme, mais ce diagnostic n'a pu être prouvé. Pour la justice, la cause est une farine avariée. Mais des témoignages datant de 2009 pointent une implication de la CIA.

## Chimie

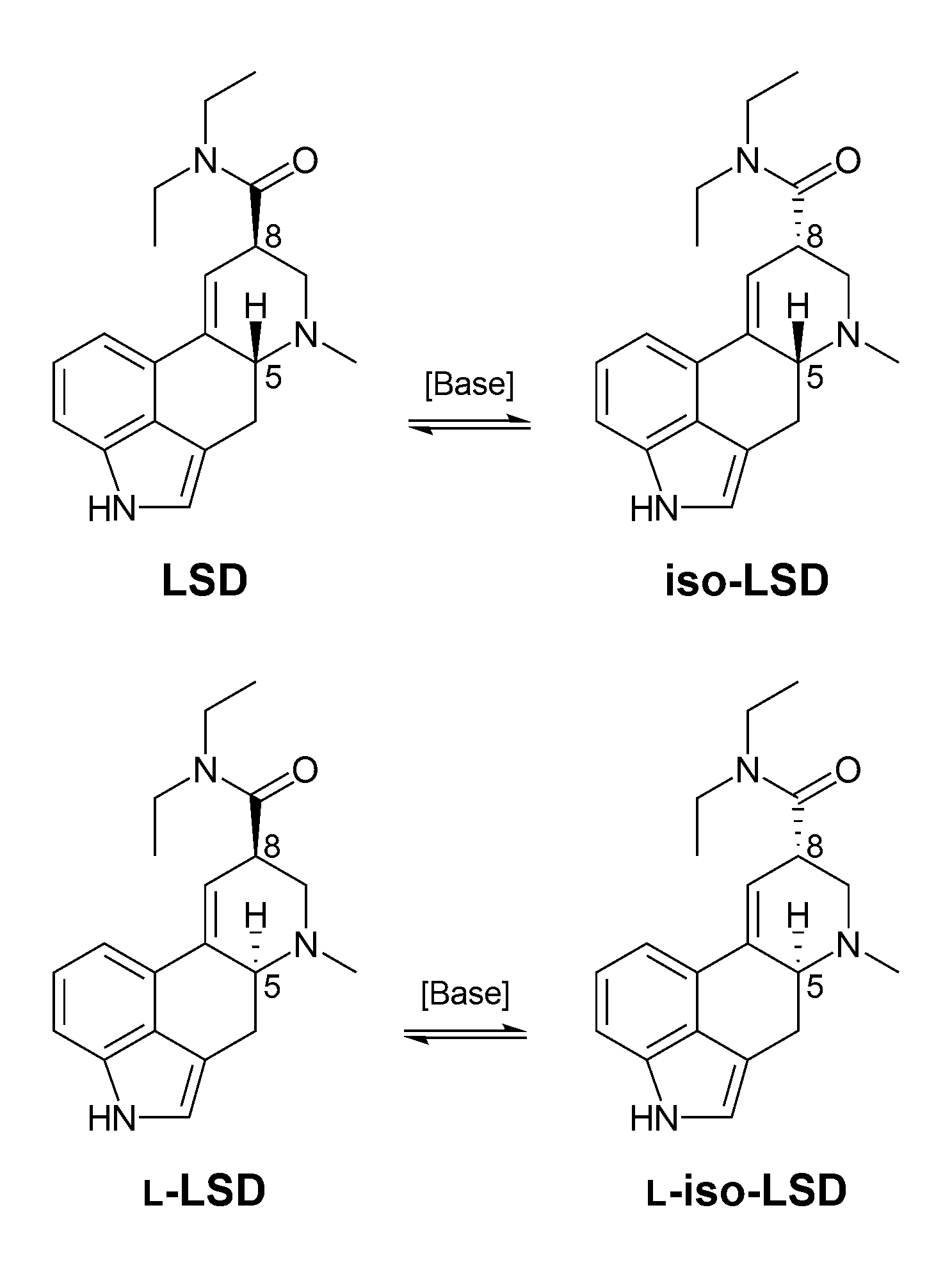
Les quatre stéréoisomères du LSD.

Le LSD est un dérivé d'alcaloïde, pouvant être obtenu à partir de l'ergoline. Il possède un noyau hétérocyclique aromatique de type indole. Dans sa forme pure, c'est un solide cristallin incolore ou légèrement blanc, inodore, faiblement amer et soluble dans l'eau. Plus le cristal est sombre, moins il est pur et plus il est dégradé. À l'inverse, un cristal pur émet de petits flashs blancs quand il est secoué dans l'obscurité. De plus, quelle que soit sa forme (cristal, poudre, en solution), le LSD est fluorescent sous lumière noire. C'est une molécule instable, légèrement basique. Il existe sous quatre stéréoisomères, dont trois n'ont pas d'effets psychotropes.

### Nomenclature
« LSD » est un terme du langage courant auquel correspondent plusieurs désignations plus ou moins exactes. Lorsqu'Albert Hofmann le découvre pour la première fois, il le note Lysergsäure-diäthylamid et le raccourcit en LSD-25, ce qui signifie que c'est la vingt-cinquième substance (un diéthylamide en l'occurrence) qu'il dérive de l'acide lysergique (Lysergsäure). L'allemand moderne écrit Lysergsäurediethylamid. Le terme LSD vient donc de la langue allemande, dont Hofmann était un locuteur maternel. La dénomination commune internationale est « acide lysergique diéthylamide », mais le nom prête à confusion puisque ce n'est pas un acide carboxylique (avec un groupement -COOH). Parfois, on trouve la francisation « diéthylamide de l’acide lysergique ». Selon l'IUPAC c'est « N,N-diéthyllysergamide » qui décrit bien le fait que c'est un lysergamide. Le terme « lysergide » est également utilisé, notamment comme psychotrope inclus dans le tableau I de la convention sur les substances psychotropes de 1971. Le LSD-25 désigne l'isomère psychoactif.

### Structure et stabilité
Le LSD est une molécule chirale qui possède deux carbones asymétriques au niveau des carbones 5 et 8 (voir le schéma). Il existe quatre stéréoisomères du LSD, seul le (+)-D-LSD, de configuration absolue (5R, 8R) est psychoactif. Le L-LSD n'est pas obtenu facilement et n'est pas habituellement formé lors de la synthèse du LSD. Par contre, on passe facilement du LSD au iso-LSD sous l'action d'une base. Le LSD est légèrement basique : il possède un groupe fonctionnel amine tertiaire, avec un pKa de 7,8. Le LSD est une molécule particulièrement instable par rapport à diverses voies de dégradation,.
Sous forme de sel ou dilué dans de l'eau distillée, le LSD peut rester stable indéfiniment s'il est conservé à basse température, protégé de l'air et de la lumière.
Son instabilité est due à deux aspects de sa structure. L'attachement du carboxamide en C8 est affecté par les solutions basiques qui le transforment par épimèrisation en iso-LSD (N,N-diéthylamide de l'acide isolysergique), biologiquement inactif. D'autre part, la liaison covalente entre le carbone en « 8 » et le noyau aromatique est fragile. En présence d'oxydants forts, d'eau du robinet (contenant du dichlore en solution) ou d'éthanol ; ce phénomène s'accentue en présence de lumière, notamment la lumière du soleil, du fait des UV. Cette liaison s'altère pour former du lumi-LSD (10-hydroxy-9, 10-dihydro-(+)-acide lysergique diéthylamide), inactif chez l'homme. Le LSD est ainsi sensible au dioxygène, aux ultraviolets, au dichlore (particulièrement en solution) et à la chaleur. Ainsi les buvards de LSD se dégradent relativement vite.

### Synthèse
Le LSD est synthétisé à partir d'acide lysergique activé et de diéthylamine. L'acide lysergique n'existe pas naturellement. Il est généralement obtenu par hydrolyse de lysergamides plus ou moins complexes, comme l'ergotamine (un anti-migraineux obtenu naturellement à partir de l'ergot) ou l'ergine. La synthèse du LSD est ensuite une synthèse d'amide à partir de l'acide lysergique auquel on veut attacher la diéthylamine. On active l'acide lysergique avec du trichlorure de phosphoryle (POCl3) ou divers agents activants dans la synthèse des peptides. Les étapes nécessaires sont relativement peu nombreuses pour un composé aussi complexe mais prennent du temps : en laboratoire, il faut entre deux et trois jours pour produire entre 30 et 100 g. De plus, comme le LSD est sensible à l'oxygène (présent dans l'air) et à la lumière, sa synthèse doit être effectuée sous un flux continu de diazote sous une lumière contrôlée (sans UV) et nécessite donc du matériel et des connaissances spécifiques en chimie expérimentale.
Le LSD synthétisé n'est généralement pas stéréoisomériquement pur mais est un mélange de LSD et de iso-LSD. Les deux composés peuvent être séparés par chromatographie chirale. Il est possible d'obtenir du LSD pur à plus de 95 %, mais des analyses effectuées sur des saisies de LSD cristallisé montrent des puretés d'environ 60 %.
On peut également synthétiser le LSD à partir de médicaments dérivés de l'ergot de seigle comme l'ergotamine ou la bromocriptine.

## Pharmacologie

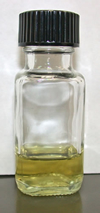
LSD sous forme liquide saisi par la Drug Enforcement Administration.

Le LSD est un psychotrope de la classe des perturbateurs ou psychodysleptiques. Il est classé parmi les psychédéliques classiques, c'est-à-dire la famille de la psilocybine et de la DMT et induit ainsi des troubles de l'humeur, de la pensée et de la perception. Ces troubles ne se rencontrent habituellement que dans des états comme le rêve, la transe mystique ou la méditation. Il est considéré comme l'une des drogues les plus puissantes : une dose de 25 µg est souvent suffisante pour amener un effet pharmacologique. L'état hallucinatoire (hallucinations, altération des perceptions) apparaît avec des doses dépassant 100 µg. La dose efficace chez l'humain est de 0,003 à 0,001 mg/kg de poids. Il n'entraîne cependant aucune dépendance physique. Son arrêt n'occasionne aucune manifestation somatique.
Il ne conduit pas non plus à une accoutumance à long terme même si elle est importante à court terme. Cette accoutumance disparaît progressivement au fil du temps, d'où son qualificatif de cyclique.
Elle est croisée avec d'autres hallucinogènes (souvent de type indoles) comme la mescaline, le LSA ou la psilocybine,,. Les phénomènes d'accoutumance croisée ont conduit à penser que ces hallucinogènes ont des modes d'action similaires.
Son dépistage est délicat car les doses sont infimes et les traces disparaissent rapidement dans le sang. Le N-desméthyl-LSD est recherché via les urines où il peut être présent de quelques heures jusqu'à deux jours après l'ingestion. De nouvelles voies de recherches s'ouvrent avec l'identification d'un métabolite du LSD, le 2-oxo-3-hydroxy-LSD (O-H-LSD), dont la concentration est 16 à 43 fois supérieure à celle du LSD dans les urines.

### Mécanisme d'action
Il agit sur les connexions entre les neurones (synapses) qui régulent l'information dans le système nerveux central. Il agit simultanément dans la régulation de plusieurs neurotransmetteurs.
Le LSD présente une affinité pour un grand nombre de récepteurs différents dans le cerveau, et sa pharmacologie est encore mal comprise même si des progrès importants ont été réalisés dans la décennie précédente. C'est un agoniste des récepteurs à la sérotonine 5-HT1A 5-HT1B, mais surtout 5-HT2A.
Sa fixation sur les sous-types 5-HT1 va contribuer à diminuer l'activité des neurones dopaminergiques, tandis que sa fixation sur le sous-type 5-HT2A va provoquer des effets psychédéliques,. En effet, les effets psychédéliques du LSD sont bloqués par des antagonistes du récepteur 2A. L'affinité du LSD sur d'autres sous-types comme les 5-HT5, 6 et 7 est avérée mais ses implications cliniques sont encore mal connues et sont discutées.
Il se fixe également sur le récepteur TAAR1 (en) (Trace Amine Associated Receptor-1), impliqué dans les phénomènes d'addiction, dans la régulation du poids corporel, etc. et par cette activation, vient influencer négativement l'activité des neurones dopaminergiques,.

### Pharmacocinétique
Administré par voie orale, sa résorption est totale et rapide dans le tube gastro-intestinal.
Après administration par voie intraveineuse, il sort du compartiment sanguin en quelques minutes pour aller se fixer aux tissus et atteindre une concentration maximale en 10 à 15 min. L'expérimentation n'a pas mis en évidence de différence d'effets entre les deux modalités d'usage hormis un temps de latence légèrement diminué en intraveineuse.
Il est ensuite oxydé à 80 % par le foie en 2-oxy-LSD inactif qui est éliminé par voie biliaire.

## Effets
Le LSD induit un état modifié de conscience. Du fait de son caractère hallucinogène, les effets du LSD peuvent varier en fonction de nombreux facteurs tels que les expériences passées, l'état d'esprit, la personnalité et l'environnement au moment de la prise, ainsi que la puissance de la dose. Il peut être considéré comme enthéogène du fait de la récurrence de récits d'expériences mystiques de la part d'usagers. Le LSD est un hallucinogène, dans le sens où il perturbe l'ensemble des cinq sens et n'engendre pas nécessairement des hallucinations visuelles mais plutôt des illusions : déformation des motifs géométriques en mouvement, couleurs plus lumineuses, traînées colorées derrière les objets en déplacement, mauvaise appréciation des distances, etc. Il engendre donc des modifications sensorielles dans leur ensemble. Du fait du caractère psychoactif du LSD, les effets peuvent parfois se transformer en bad trip. Les crises sous LSD ressemblent à des crises psychotiques de caractère maniaque, caractérisées par une hyperactivité et un sentiment de toute-puissance, ou dépressif. Cette expérience peut avoir des effets psychologiques négatifs à long terme, tels que la paranoïa et la dépression.
Les premiers effets du LSD surviennent généralement entre 30 min et 90 min après l'ingestion, bien que certains usagers puissent ressentir les premiers effets après 10 min seulement. L'usager novice peut ne pas se sentir partir. La période active peut durer de cinq à dix heures, voire douze heures. La montée s'effectue par « paliers » et l'utilisateur peut croire, par moments, retrouver sa lucidité.

### Effets à court terme

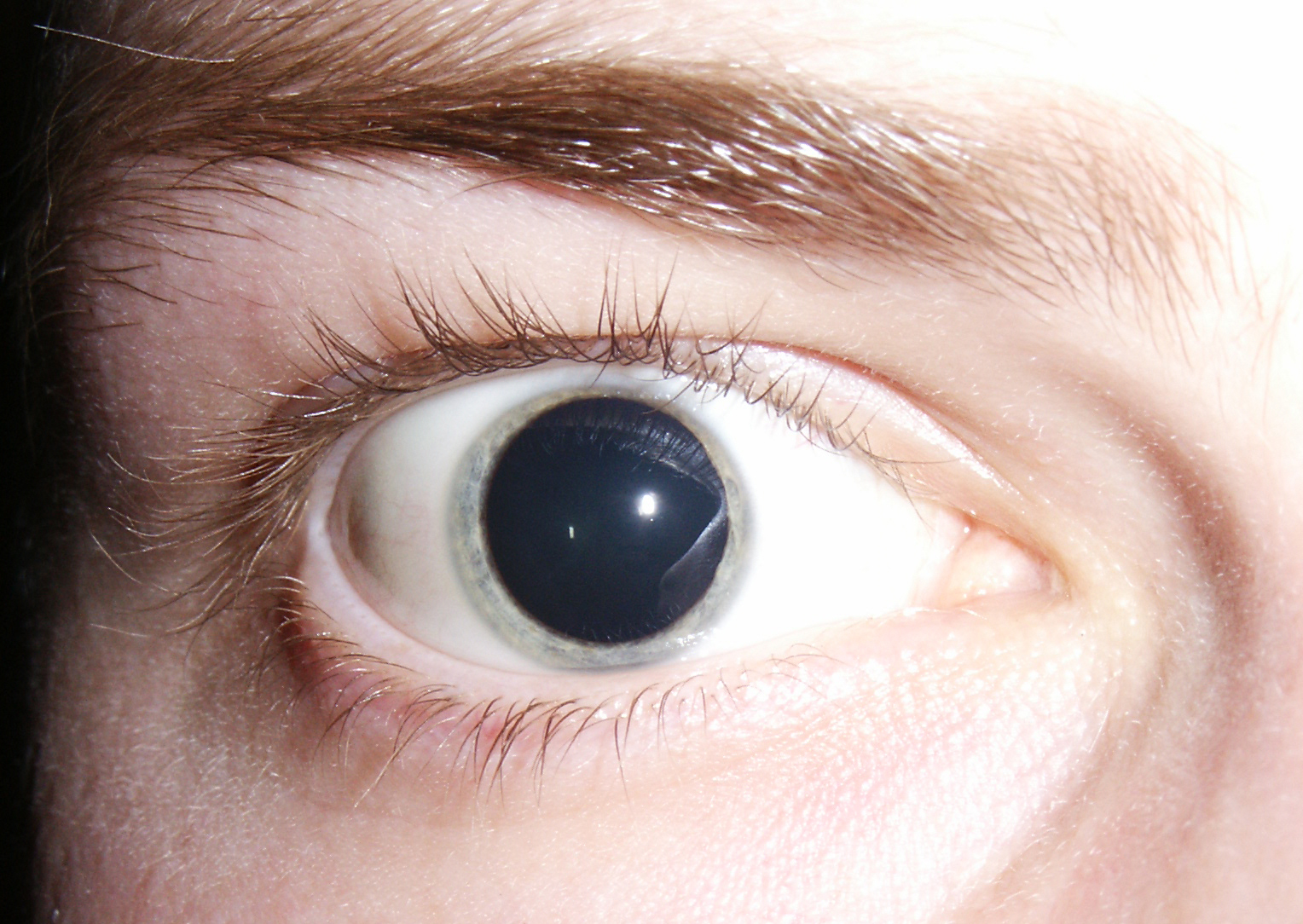
La dilatation de la pupille est une des réactions somatiques au LSD, néanmoins habituellement dans une moindre mesure que le cas extrêmement prononcé illustré ici.

À court terme, il entraîne euphorie avec fous rires, crampes musculaires, tremblements, incoordination, modification de la sensation de pesanteur, troubles du rythme cardiaque, hypotension, vasoconstriction artériolaire, hyperthermie dont transpiration, dilatation de la pupille, pilo-érection (érection des poils), hyper-salivation, hyperglycémie, nausées, vomissements,,.
Les effets psychiques incluent des perceptions visuelles de type pseudo-hallucinatoire (l'usager sait que la perception n'est pas réelle), des distorsions spatio-temporelles (perte de la notion du temps), des perceptions déformées du corps, une confusion des sens (ou synesthésie, sensation de voir les sons et d'entendre les couleurs), ainsi que des troubles des affects, des phénomènes de dépersonnalisation et une prise de conscience d'événements refoulés.
Les effets psychoactifs du LSD s'interprètent du point de vue de la psychiatrie comme une perte des frontières de l'ego. Cette perte de frontière induit notamment deux états majeurs et extrêmes. D'un côté, le bad trip qui se caractérise par une suractivation du thalamus et une sous-activation du cortex. Et de l'autre, l’unio mystica (extase mystique) qui se caractérise par une grande activité de plusieurs zones du cortex et une mise en veilleuse de l'amygdale.
L'ivresse liée au LSD est caractérisée pour l'usager par un souvenir précis de l'expérience.

### Conséquences et dangers

Dans une enquête de 2011 auprès de 292 experts cliniques en Écosse, le LSD a été classé 15e pour le préjudice personnel et 14e pour le préjudice causé à la société, sur dix-neuf drogues récréatives courantes (voir aussi à ce sujet : Classification des psychotropes).

La descente de LSD peut engendrer un état dépressif dans les heures qui suivent la prise.
Contrairement aux légendes urbaines, le LSD ne provoque pas de trouble mental durable, son utilisation est plutôt associée à une diminution des troubles mentaux et des risques suicidaires, ce qui explique qu'il soit de plus en plus présenté comme un espoir thérapeutique par le mouvement de la « renaissance psychédélique » en psychiatrie. En revanche, il est susceptible d'engendrer à court terme des angoisses, des phobies, ou des états confusionnels, voire des bouffées délirantes aiguës, notamment en cas de mélange. Il peut aussi amorcer des manifestations de la schizophrénie chez les personnes affectées par cette maladie. L'ensemble des troubles mentaux susceptibles d'être déclenchés par une prise de LSD sont décrits dans le DSM-IV sous le chapitre Troubles induits par une substance (Substance-Related Disorders) au titre Troubles liés aux hallucinogènes, troubles dus à l'usage d'hallucinogènes. Ces troubles sont aussi décrits dans le CIM-10 sous le titre Troubles mentaux et du comportement liés à l'utilisation de substances psychoactives (F10-F19). Ils sont traités à l'aide de benzodiazépines. Les accidents psychiatriques susceptibles d'être déclenchés par une prise de LSD sont souvent dus à des problèmes psychiques latents, présents ou passés.
Le risque le plus courant du LSD est le syndrome post-hallucinatoire persistant (HPPD en anglais, Hallucinogen Persisting Perception Disorders), ou, dans l'argot de la drogue, les flash back ou « retours d'acide » (généralement appelés « retour d'acide », mais aussi appelés « effet retour » ou « effet d'écho », qui se caractérisent par des effets principalement visuels). Il est mentionné pour la première fois dans une étude menée en 1965 dans son service par William Frosch, un psychiatre du Bellevue Psychiatric Hospital de New York. Selon ses observations, certains usagers prennent du LSD sans problème mais manifestent plusieurs mois après des troubles similaires à ceux induits par la prise du produit. En particulier, la consommation de cannabis provoque de façon constante de tels flash-back. Plus précisément, de tels retours d'acide surviennent des années après une consommation lors d'un stress : un stress chronique de plusieurs heures, une consommation de drogue inhabituelle... Dans le DSM-IV, ces troubles particuliers appartiennent aux troubles post-hallucinatoires persistants et aux troubles résiduels ou psychotiques de survenue tardive dans la CIM-10. Les spécialistes différencient les HPPD du flash-back selon leur durée. Le flash-back est un épisode bref et souvent unique alors que le HPPD peut s'étendre sur plusieurs mois. Ils replacent brièvement l'usager dans l'état engendré par la consommation de LSD, et ce plusieurs mois après la dernière prise. Leur caractère épisodique et bref les différencie d'un état psychotique.
D'autres effets à moyen ou long terme sont pressentis mais il n'existe pas d'études à grande échelle permettant de les confirmer. Une étude de 1982 suggère que certains usagers pourraient développer un affaiblissement important voire définitif de la différenciation des couleurs. Trois cas de tératogenèse oculaire liée à l'ingestion de LSD par leur mère lors du premier trimestre de grossesse auraient été mis en évidence dans les années 1970. Certains cas de mort par surdose ont été rapportés par des journaux généralistes,, malgré le manque de documentation scientifique sur le sujet ; dans la littérature policière le LSD est utilisé en 1966 pour un empoisonnement par Agatha Christie dans La troisième fille. Son usage peut également avoir entraîné des morts par accident ou suicide. En effet, il provoque une labilité psychique qui favorise les actes impulsifs. Même si on manque d'études sur le sujet, certains estiment que la dose létale orale chez l'humain se situe entre 0,2 mg/kg et plus de 1 mg/kg.

## Usages

### Usage médical
À partir de la fin des années 1940, le LSD est distribué par Sandoz sous la forme d'une préparation-test du nom de Delysid. Selon la notice, « Des états psychiques anormaux peuvent être aggravés par le Delysid » et l'antidote préconisé est la chlorpromazine administrée en intra-musculaire. Il est utilisé comme auxiliaire médicamenteux pour optimiser et réduire la durée des traitements dans le cadre de psychothérapie ou psychanalyse. Les premiers à l'utiliser dans ce cadre sont les psychiatres A. K. Busch et W. C. Johnson en 1950. Cette utilisation se base sur deux caractéristiques de la substance. La détente psychique qu'il procure qui rend le sujet plus disponible, et la capacité qu'il a de permettre une reviviscence de souvenirs oubliés ou refoulés. Il est alors utilisé selon deux méthodes différentes. La première, la thérapie psycholytique, surtout mise en œuvre en Europe, qui consiste à administrer des doses moyennes de LSD sur plusieurs jours à intervalles de temps réguliers. Les expériences vécues sous LSD servent comme moyen d'expression thérapeutique dans le cadre de discussions collectives. La deuxième, la thérapie psychédélique, surtout utilisée aux États-Unis, consiste à préparer le sujet avant une administration unique et importante de LSD. Cette expérience doit déclencher un choc qui sert ensuite de point de départ à une restructuration de la personnalité. La première clinique basant ses soins sur l'application du LSD ouvre ses portes aux États-Unis en 1952. Alfred Matthew Hubbard y utilise notamment le LSD pour le traitement de dépressions et de l'alcoolisme,tout comme Humphry Osmond et Abram Hoffer au Canada. C'est par l'intermédiaire de ces derniers que Bill W, fondateur des Alcooliques anonymes y recourt en 1956, puis à plusieurs reprises, et revit une expérience similaire à celle qu'il a vécue vingt-cinq ans auparavant, alors qu'il était hospitalisé pour un sevrage de l'alcool, et qui a été le début d'une abstinence jusqu'à la fin de sa vie. Il est aussi utilisé dans certaines études comme adjuvant des psychothérapies. Des expériences visant à tester l'usage dans le cadre de thérapie de conversion ont aussi été fait en France vers la fin des années 1950
Le LSD trouve aussi d'autres applications médicales plus accessoires. Sandoz le préconise dans les recherches expérimentales sur la nature des psychoses afin d'étudier les déviations du psychisme. Ainsi, avec la découverte des neuroleptiques, il est étudié en psychiatrie puisqu'il est censé induire une psychose artificielle permettant des recherches sur les mécanismes neurochimiques des psychoses naturelles (schizophrénies par exemple). Les recherches sur le LSD ont mis en évidence le rôle de la sérotonine dans la schizophrénie, notamment par le chercheur J.H. Gaddum. De nombreux psychiatres l'ont par ailleurs expérimenté sur leurs patients voire aussi sur eux-mêmes, afin de découvrir des voies meilleures pour des traitements efficaces. Des observations cliniques américaines sur des patients en fin de vie ont montré que le LSD permettait d'amoindrir des douleurs résistantes aux antalgiques traditionnels ; c'est ainsi que l'écrivain Aldous Huxley choisit de mourir sous LSD. De plus, dans certains cas, l'introspection provoquée par le LSD a permis d'apaiser certains patients. Dans quelques services aux États-Unis, la substance fut ainsi utilisée dans le cadre des soins palliatifs.
En France cependant, une « panique morale », en provenance de l'Amérique du Nord, frappe durement les recherches menées sur la substance en 1966 : le pays est le premier à classer les psychédéliques dans le tableau des stupéfiants. Ce contexte médiatique, aggravé par l'évolution du paradigme scientifique dans l'évaluation de l'efficacité des médicaments, cause la fin des recherches scientifiques et médicales sur le LSD. Celui-ci ne peut en effet pas être évalué en « double aveugle », le nouveau standard qui se met alors en place afin de démontrer l'intérêt thérapeutique d'un médicament.
Avec le classement du LSD comme psychotrope par l'ONU, les expérimentations s'arrêtent, pour reprendre à partir du milieu des années 1980. En 1988, la Suisse autorise des thérapeutes à l'utiliser pour traiter des troubles du comportement alimentaire et des états dépressifs (recherches interrompues en 1993). En 1991, la Food and Drug Administration (FDA) autorise, pour la première fois depuis les années 1970, un protocole d'essai avec des psychédéliques pour un traitement des addictions. Les recherches à venir concernent : le mode d'action des lysergamides pour tenter d'expliquer la différence d'effets entre le LSD et les autres ; le potentiel thérapeutique du LSD et de la psilocybine dans le traitement des algies vasculaires de la face ; le potentiel du LSD dans les thérapies pour des troubles majeurs de l'anxiété. En 2007, il n'existe aucun pays en possession de médicaments utilisant le LSD qui soit autorisé ou commercialisé, même si d'autres dérivés de l'ergot du seigle non psychotropes ont trouvé des applications médicales. Depuis 2014, le LSD commence à être étudié de nouveau chez l'humain et le nombre d'études cliniques ne cesse de croître depuis. En 2012, une méta-analyse, qui porte sur six études regroupant 536 patients, met en évidence un lien entre une prise unique de LSD et la baisse d'abus d'alcool chez des alcooliques.
En 2021, une étude de l'université McGill met en avant le LSD comme une option envisageable dans le traitement de certaines maladies mentales ou l'amélioration de certains symptômes de l'autisme.

### Arme de soumission chimique
Certaines armées ont tenté de l'utiliser comme arme chimique incapacitante. Ainsi, à la fin des années 1950, l'armée américaine mène ses propres études pour observer le comportement des soldats sous LSD dans diverses situations : en laboratoire, en opération ou lors d'un interrogatoire. Ces observations suggèrent que le LSD pourrait devenir une arme incapacitante mais l'impossibilité de le répandre à grande échelle rend cette application difficile. Les expérimentations sur LSD les plus documentées sont celles des services secrets américains, car elles ont fait l'objet de procès ; mais d'autres services comme le MI6 ont fait le même genre de recherche. Entre 1953 et 1954, le MI6 mène un programme de recherche pour découvrir un sérum de vérité. Dans ce programme, certains soldats prendront du LSD à leur insu. Dès les années 1940, les services fédéraux américains commencent à travailler sur un sérum de vérité efficace notamment avec l'aide de chercheurs issus de l'opération Paperclip (dont Kurt Ploetner, un médecin SS qui travailla à Dachau et fit des expérimentations à la mescaline sur des détenus). Les études sur les psychotropes appartiennent au « projet Bluebird ». C'est un projet de contrôle mental et de recherche sur les méthodes d'interrogatoires. Le « projet Bluebird » devient ensuite le « projet Artichoke ».
Le premier document de la CIA concernant le LSD date du 21 octobre 1951. Il s'agit d'une étude du « projet Artichoke » sur les effets de différents produits chimiques, elle recommande des recherches plus poussées sur le LSD. Pourtant les recherches sur un sérum de vérité efficace avec le LSD rencontrent vite les limites des effets, à faible dose, il induit une anxiété qui n'est pas propice à l'interrogatoire et à haute dose les hallucinations rendent impossible la communication malgré son réel caractère à induire le discours. Mais le LSD présente la plupart des propriétés que recherche la CIA : actif à faible dose, sans goût, inodore, incolore, etc. C'est pourquoi les recherches sur les applications du produit continuent. Il est ensuite envisagé comme substance anti-interrogatoire où les agents secrets l'avaleraient pour se rendre incapables de répondre aux questions. Mais cette idée s'avère irréaliste. L'intérêt de la CIA pour le LSD lui laisse à penser que les autres agences d'espionnage l'utilisent et une sorte de campagne de vaccination au LSD a lieu à partir de novembre 1953 sur certains agents de terrain.
Les recherches repartent donc sur la base que si le LSD n'est pas un sérum de vérité, il induit un état psychologique fragile qui peut être exploité utilement dans un interrogatoire. En avril 1953 est lancé le plus important programme de recherche américaine de la guerre froide sur le contrôle mental : le « projet MK-Ultra » qui, bien qu'issu du « projet Artichoke », s'en affranchit rapidement. Pour étudier le potentiel du LSD, ce projet s'attache à observer des prises involontaires de LSD d'abord en laboratoire puis dans des situations de la vie quotidienne ce qui mènera à l'« opération Midnight Climax », en 1955. Tandis qu'en 1954, la CIA s'affranchit de Sandoz (jusqu'alors seul producteur) et se tourne secrètement vers Eli Lilly. Ces expériences se poursuivent dans des conditions discutables sur le plan éthique pour s'arrêter vers 1963. D'autres recherches sont aussi menées quant aux possibilités d'utiliser le LSD pour de la reprogrammation mentale (lavage de cerveau), notamment sous la direction du docteur Donald Ewen Cameron.

### Usage en tant que drogue

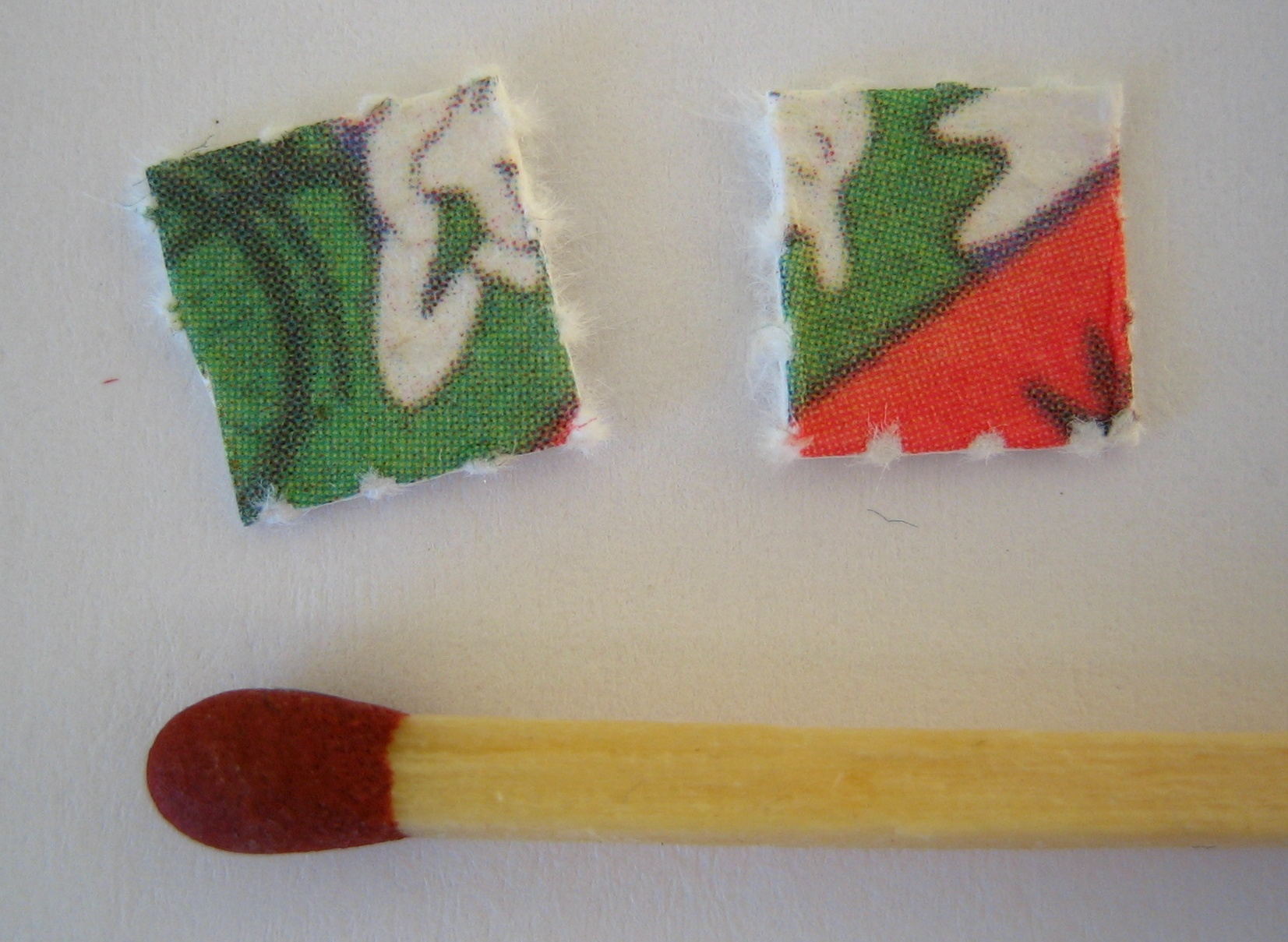
Buvards imprégnés de LSD.

Quand il est utilisé en tant que drogue, le LSD est souvent déposé sous forme de gouttes sur de petits carrés de papier prédécoupés plus ou moins épais (buvard, en référence au côté absorbant de ce type de papier), imprimés ou non. Les motifs imprimés servent souvent à désigner le genre ; par exemple, des « pano » pour des petits carrés imprimés avec un dessin de Panoramix, le druide à la fameuse potion magique dans Astérix, ou « Hofmann »[Lequel ?], représentant le bon docteur testant son produit à bicyclette sur fond de montagne (ces deux modèles sont encore produits régulièrement actuellement en France). Ils peuvent aussi porter des noms chargés de référence culturelle comme Purple Haze, le titre d'une chanson de Jimi Hendrix. Un carré prédécoupé est considéré comme une dose unique (certains usagers coupent le carré prédécoupé en demi ou en quart pour le consommer, ou au contraire prennent plusieurs carrés à la fois dans le but d'absorber une dose élevée). Plus exceptionnellement, il se présente sous forme liquide, vendu en goutte, déposée sur un sucre, de « micropointe » (petite goutte de LSD dans une enveloppe gastrosoluble dont l'apparence peut rappeler celle d'un bout de mine de crayon), voire de gélatine (aussi appelée « gélat », la goutte de LSD est déposée sur de la gélatine). Il se consomme généralement par voie orale en avalant rapidement, avec ou sans eau, à la manière d'un médicament. Quelques récits font état de consommation par absorption oculaire (le LSD - quelle que soit sa forme - est placé sous la paupière) ou de consommation par injection intraveineuse.
Dans la pratique, il est fréquent que ce qui est vendu comme étant du LSD n'en contienne en fait pas (selon les sources dans plus de 50 % des cas, d'après des tests effectués sur des saisies en 2000 en France par l'Observatoire français des drogues et des tendances addictives (OFDT), ou dans un tiers des cas selon un rapport de la Trend). Les doses varient donc entre 0 et 400 µg,. La dose hallucinogène se situe, elle, entre 100 et 300 µg. Il existe une méthode artisanale pour tester la présence de LSD sur un buvard. Elle consiste à extraire le LSD par dilution dans quelques gouttes d'éthanol. La solution est mise à sécher sur un papier-filtre préalablement imprégné de 4-(diméthylamino)-benzaldéhyde. Une fois sec, une goutte d'acide chlorhydrique permet une coloration violette à bleue en présence de LSD.
Les usagers de LSD et plus généralement d'hallucinogènes recherchent des sensations de l'ordre du développement personnel, comme une meilleure compréhension d'eux-mêmes, un aiguisement des sens, une sensation de liberté et d'harmonie, voire des révélations mystiques. Plus rarement, ils recherchent une désinhibition ou une euphorie. La consommation de LSD concerne surtout les adolescents ou les jeunes adultes majoritairement masculins,,. Il est surtout consommé en Asie de l'Est et Asie du Sud-Est. Partout ailleurs sa consommation passe pour devenir anecdotique. En Europe, la consommation de LSD dépasse rarement 1 % de la population,. En France, en 2010, parmi les personnes âgées de 15 à 64 ans, 1,7 % déclarent avoir déjà consommé du LSD au cours de leur vie, mais seulement 0,1 % l’a fait au cours de l’année (usage actuel). Comme pour la plupart des autres drogues illicites, les hommes sont plus nombreux à avoir expérimenté le LSD (2,6 % contre 0,8 % des femmes).

### Conservation
La conservation du LSD en solution (par exemple, dans l'urine) est influencée par plusieurs facteurs, notamment la température et l'exposition à la lumière.
Selon les études :

#### À basse température
Le LSD a été trouvé stable dans l'urine stockée à -20 °C pendant toute la période d'observation (jusqu'à 7 jours) lorsqu'il est protégé de la lumière. Le taux de dégradation à -20 °C est très faible (constante de vitesse de 0,009 jour⁻¹).
À 4 °C, utilisé comme condition de contrôle dans l'une des études, le LSD dans l'urine était considéré stable pendant 3 jours protégé de la lumière (avec une différence de concentration n'excédant pas 17 %, basée sur la variabilité de la méthode). Le taux de dégradation à 4 °C est également faible (constante de vitesse de 0,041 jour⁻¹).
Il est suggéré de congeler les échantillons d'urine contenant du LSD pour un stockage à long terme (plus de 2 semaines à 25 °C).

#### À température ambiante (environ 22 °C - 25 °C)
Le LSD dans l'urine stockée à 25 °C dans l'obscurité a montré aucune perte significative de concentration jusqu'à 4 semaines dans une étude. Une autre étude a rapporté moins de 15 % de perte à 25 °C pendant 4 semaines.
Dans des conditions normales de laboratoire (lumière fluorescente, 25 °C), plus de 90 % du LSD peut être maintenu en toute sécurité jusqu'à 2 semaines avant congélation. Une stabilité a été observée pendant 3 jours à 22 °C protégé de la lumière.
Le taux de dégradation à 22 °C est légèrement plus élevé qu'à 4 °C (constante de vitesse de 0,065 jour⁻¹).

#### À températures élevées (37 °C, 40 °C, 45 °C)
Le LSD est instable sous une exposition prolongée à la chaleur.
À 37 °C ou 45 °C, une décomposition supérieure à 15 % est observée après seulement 3 jours.
Après 4 semaines d'incubation, une perte d’environ 30 % à 37 °C et jusqu'à 40 % à 45 °C a été observée. Le pourcentage de décomposition après 4 semaines atteignait 28–34 % à 37 °C et 40–46 % à 45 °C selon les conteneurs et les méthodes d’analyse.
Le taux de dégradation est significativement plus élevé à 40 °C (constante de vitesse de 0,103 jour⁻¹) et 45 °C.
En résumé, on observe que la stabilité chimique du LSD dans l'urine diminue avec l'augmentation de la température et la durée de stockage. Les températures froides (4 °C) ou de congélation (-20 °C) sont préférables pour la conservation, surtout sur de longues périodes, bien qu'une stabilité raisonnable (moins de 15 % de perte) puisse être maintenue à 25 °C pendant quelques semaines. La décomposition s’accélère nettement à partir de 37 °C, avec une perte significative après seulement 3 jours.

## Société

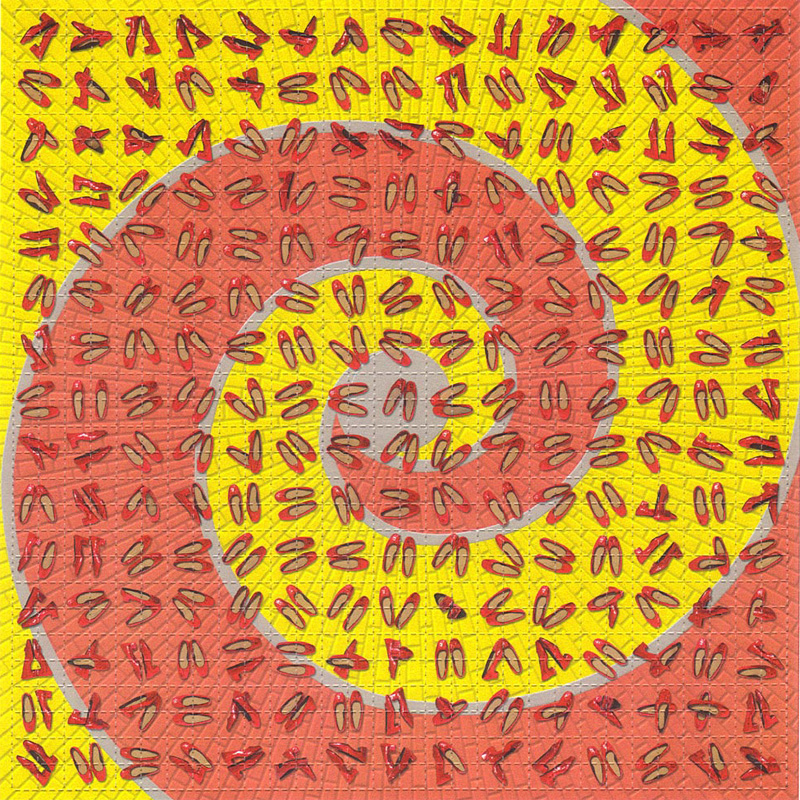
Planche de buvards imprimée de motifs d'inspiration psychédélique.

Drogue propre à une génération, le LSD a marqué son époque. Lors de la publication des rapports scientifiques sur le LSD, la mention de ses effets psychiques attire l'attention des intellectuels ou des artistes - de la beat generation d'abord puis hippies. Sensibilisés par les récits des expériences d'Aldous Huxley avec la mescaline en 1953, ils se livrent à des auto-expérimentations. En 1959, le poète Allen Ginsberg prend du LSD au Mental Research Institute de Palo Alto sous la houlette de l'anthropologue Gregory Bateson. L'écrivaine Anaïs Nin en consomme sous la surveillance du psychiatre Oscar Janiger. Timothy Leary, alors conférencier en psychologie à l'Université Harvard, est un ami d'Allen Ginsberg. Il est initié au LSD en 1961. L'expérience vécue sous LSD (mais aussi d'autres substances psychédéliques) est utilisée comme source d'inspiration, ce qui donne naissance à un nouveau genre artistique, le psychédélisme. Cependant, il est rare qu'une œuvre soit directement née sous l'emprise du LSD et dans ce cas, elle possède généralement un caractère rudimentaire.
Leary comprend qu'une substance aussi puissante court un fort risque d'être déclarée illégale. Il prend donc soin d'orienter un débat public à son avantage où il cible des personnalités influentes. Dès 1962, il organise des séances de prise contrôlée de LSD qu'il continuera ensuite à Millbrook. En 1963, Timothy Leary et son collègue Richard Alpert fondent l'International Federation for Internal Freedom (IF-IF). Ils réunissent intellectuels et divers membres anonymes autour d'un projet utopique largement inspiré des sources mystiques que le LSD aurait révélées aux hommes. Ce projet fondera la contre-culture américaine des années 1960 et 1970. Ainsi, en 1964, à Millbrook, Leary et les écrivains Jack Kerouac, Allen Ginsberg, William S. Burroughs déclarent commencée la « révolution psychédélique », ou « révolution chimique », où la prise de substance psychédélique va permettre l'avènement d'une nouvelle ère pour l'humanité. L'écrivain Alan Watts parle de « civilisation occidentale post-acide ». Puis en 1967, c'est la Ligue pour la découverte spirituelle que Leary fonde. On le désigne alors comme « l'apôtre des drogues » ou le « pape du LSD ». Les médias le désignent comme responsable du fait que 3,6 millions de personnes, selon les estimations, aient consommé du LSD. La philosophie de Leary se résume par « Turn on, tune in, drop out » (s'ouvrir, s'accorder, s'évader). L'usage du LSD change la perception de la vie et permet donc de changer de vie. Leary donne une dimension spirituelle, individuelle et contemplative à la consommation de LSD afin de permettre la « transmutation cérébrale. » En cela, il rejoint ceux qui relancent le débat et les recherches sur les expériences mystiques ou religieuses. Ainsi, Aldous Huxley considère les drogues psychédéliques — dont le LSD — comme des adjuvants de l'apparition d'un vécu visionnaire. Pour Art Kleps, théologien de la « révolution chimique » : « Les substances psychédéliques sont des sacrements. Peu importe qui s'en sert et avec quelles intentions. Les substances psychédéliques sont la chair de Dieu. » Pour les plus pragmatiques, le LSD a une spiritualité certaine mais pas nécessairement déiste.
Parallèlement, l'écrivain Ken Kesey fonde une communauté, les Merry Pranksters (joyeux lurons). En 1964, ils achètent un bus qu'ils aménagent : il est sonorisé intérieurement et extérieurement, et conçu pour recevoir des passagers sur le toit. À l'avant du bus est écrit « Further », d'abord écrit avec une faute « Furthur » par Roy Seburn. Les Merry Pranksters, qui partent à 14, sillonnent les États-Unis avec ce bus, en organisant des acid tests où le LSD est généralement fourni par le chimiste Augustus Owsley Stanley. Ils établissent leur camp de base à La Honda où ils organisent, dès 1965, de grandes fêtes tous les samedis : du LSD est saupoudré partout, les bois sont sonorisés et agrémentés de sculptures, une scène accueille des jeux de lumière et les Merry Pranksters courent déguisés et maquillés. Les acid tests sont des shows multimédia qui accueillent généralement de 200 à 300 personnes invités par un flyer où s'inscrit « Et toi, tu peux passer l'acid test ? » : le groupe Grateful Dead joue, Neal Cassady, le chauffeur du bus des Pranksters, parle à n'en plus finir dans le micro, Allen Ginsberg psalmodie des mantras, une baignoire pleine de punch au LSD est installée au milieu de la salle, parfois il y a des projections de films. Ces premiers spectacles globaux visent à accompagner au mieux le voyage sous LSD en jouant sur un maximum de stimuli. Le plus grand des acid tests se tient sur trois jours à San Francisco en janvier 1966 sous le nom « Trips Festival. » C'est là qu'apparaît la différence fondamentale entre Leary et les Pranksters. Là où Leary espère du calme et de la contemplation, les Pranksters cherchent volontairement des situations fantaisistes pour pousser leurs propres limites. Pour eux, le LSD est comme un sport extrême, une sorte de test d'endurance réservé aux seuls initiés dont ils excluent tout rapport mystique à la différence de Leary. C'est en 1965 qu'Augustus Owsley Stanley rejoint les Pranksters. Il prend pour la première fois du LSD à la fin de ses études de chimie à Berkeley. En 1966, Augustus Owsley Stanley installe un labo dans la région de la baie de San Francisco, pour tenter de fabriquer du LSD le plus pur possible puis de le distribuer à bas prix (mission qu'il croit avoir reçue à la suite de sa première expérience sous LSD). Il crée des lots de couleurs différentes pour éviter les contrefaçons de la concurrence. Il s'amuse des rumeurs qui accompagnent les effets supposés de telle ou telle couleur. Il crée un lot de LSD à cinq couleurs différentes afin de vérifier l'aspect infondé de ces rumeurs. Ensuite, il fait connaître la couleur des nouveaux lots en distribuant des échantillons gratuits (parfois via des groupes comme avec Jefferson Airplane pour le orange sunshine) et le bouche à oreille fait le reste. Maître du marché, il fixe les prix — le LSD est encore légal — à deux dollars le comprimé de 250 µg. D'autres chimistes marquent l'histoire du LSD comme Tim Scully, l'assistant d'Owsley ou Nick Sand, le chimiste de Millbrook. Mais le 6 octobre 1966, le LSD devient illégal en Californie. Ken Kesey prévoit un dernier événement pour Halloween : le Acid test Graduation avec remise de diplômes à certains Pranksters. Ce sera le dernier acid test. Le dernier grand festival fourni en LSD par Augustus Owsley Stanley a lieu le 14 janvier 1967 à San Francisco, lors du Human Be-In,.
L'apparition contemporaine de la contre-culture américaine est historiquement liée à la popularisation du LSD. Des auteurs comme Hofmann notent que c'est son association à ce mouvement qui lui vaut une interdiction rapide aux États-Unis où, par delà le produit, c'est l'idéologie qui lui est associée qui est proscrite. Les hippies associent au LSD des valeurs en rupture avec les mouvements qu'ils perçoivent comme centraux dans la société - le matérialisme et l'insatisfaction qu'il crée ; l'urbanisation et la perte de contact avec la nature qu'elle engendre ; l'industrialisation et le manque de perspectives qu'elle génère. En revendiquant une liberté totale jusqu'à la libre consommation des drogues, ils prônent notamment l'usage de LSD, pour ses effets psychiques.
De nombreux artistes ont consommé du LSD, notamment Jim Morrison du groupe The Doors, Syd Barrett,, membre fondateur du groupe anglais Pink Floyd, les Beatles,, Bob Dylan ou encore Jimi Hendrix et les Rolling Stones. Ainsi, il a été influent dans la création musicale dès la fin des années 1960, notamment dans la création et le développement du rock psychédélique, de la pop psychédélique et des différents styles d'acid. Un phénomène d'une telle importance influence aussi le cinéma. Dès 1963, un documentaire italien Mondo cane (kaléidoscope d'images sur le thème du sang et du sexe) lance un nouveau genre aussitôt suivi par Mondo Hollywood (en) de Robert Cohen (sur le thème des freaks) puis par Peter Perry avec Mondo Mod (évoquant les émeutes et le LSD).
Steve Jobs également, cofondateur d'Apple, a toujours affirmé que le LSD lui avait ouvert l'esprit et avait eu une influence sur ses capacités intuitives et sa créativité.
De nombreux films s'inspirent aussi du LSD ou de sa culture, en 1966 : Les Anges sauvages (de Roger Corman avec Peter Fonda, Nancy Sinatra, censuré dès sa sortie aux États-Unis), Chappaqua (le riche Conrad Rooks se paye un casting impressionnant avec la plupart des figures de la contre-culture, désireux de réaliser LE film hip) ; en 1967 : The Trip (qui présente une séance de LSD vue par un publicitaire avec Peter Fonda et Dennis Hopper sur un scénario de Jack Nicholson, réalisé par Roger Corman) ; en 1968 : Head (sur un scénario de Bob Rafelson et Jack Nicholson), Un monde psychédélique (de Richard Rush avec Jack Nicholson dont une partie se déroule à Haight-Ashbury), Wonderwall (de Joe Massot), Rosemary's Baby (Roman Polanski dit s'être inspiré de ses propres bad trips pour les scènes choc du film) ; en 1969 : Easy Rider (avec une scène de bad trip entre Dennis Hopper et Peter Fonda), The Big Cube (en) (de Tito Davison (en) où Lana Turner prend du LSD), Skido (de Otto Preminger où Groucho Marx prend du LSD). Mais outre les films traditionnels, d'autres films, au nom souvent évocateur, issus de production de série Z, émergent, ce qui créera un genre à part entière. On peut citer notamment Alice In Acidland (de John Donne en 1969), Hallucination Generation (en) (de Edward Mann en 1966), LSD I Hate You (d'Albert Zugsmith en 1966) ou The Weird World of LSD (de Robert Ground où les hippies prennent le pouvoir et internent en camps les plus de 30 ans en les forçant à avaler du LSD jusqu'à ce que mort s'ensuive).
Le folklore fait également honneur au LSD : il se dit par exemple que des criminels vendraient le produit sous la forme de décalcomanies à la sortie des écoles ; ou que fumer des peaux de banane permettrait d'en consommer sous une forme particulière, la bananadine ; ou qu'une baby-sitter sous emprise aurait placé le bébé à cuire dans un four…
D'autres contre-cultures se sont aussi liées au LSD. Le cyberpunk dénonce l'illégalité du LSD qui est un obstacle à leur souhait de libre information, et s'intéresse parallèlement à la capacité de générer une sorte de réalité virtuelle. De la même manière, le taux de prévalence du LSD (et des hallucinogènes, en général) est plus élevé dans les milieux festifs techno, notamment alternatifs où ses effets rejoignent des revendications de liberté proches de celles des années 1970.

### Perception
Selon la large médiatisation positive des années 1950, il suffirait de prendre du LSD pour provoquer en soi des effets prodigieux, d'où son qualificatif d'« instant nirvana ». À l'inverse dans les années 1960, l'augmentation de la consommation hors d'un cadre scientifique génère de nombreux bad trips, quelques suicides, et de très rares actes criminels, qui lui donnent une image de « roulette russe chimique » ou de « drogue de la folie » à l'origine de son interdiction. Cette image négative persiste chez les non-usagers, alors que son image est plutôt bonne parmi les consommateurs. Il bénéficie d'une sorte d'aura mythique due à sa réputation de produit accessible uniquement aux initiés capables d'en maîtriser les effets et de substance phare de la contre-culture des années 1960 et 1970.

### Argot
Les usagers utilisent des termes identiques à ceux utilisés par les usagers de drogue par voie orale notamment l'ecstasy par exemple :
- « gober » : action d'avaler un buvard ou pilule de LSD ;
- « montée »[20] : le début des effets ;
- « perché » : le fait d'être sous l'effet du LSD ;
- « descente »[20] : la fin des effets.

Le terme « tripper » servait originellement à désigner exclusivement les effets du LSD, référence à trip qui signifie « voyage » en anglais (un bad trip est quand les effets deviennent désagréables). Les termes « scotché » ou « collé » sont utilisés pour décrire les usagers chez qui les effets persistent durablement. Les termes « timbre », « carton », « buvard » ou « trip » désignent un petit morceau de papier pré-découpé imbibé d'une goutte (ou deux) de LSD pour être consommé. Il peut aussi être consommé sous forme liquide (une goutte à avaler).
Le terme « acid head » désigne les usagers ayant pris plusieurs fois du LSD. En effet, l'expérience sous LSD peut changer la vie de façon si radicale que certains se contentent d'une seule prise, refusant d'affronter ce type de transformation encore une fois. Le terme « acid facism » désigne le fait de faire consommer du LSD à une personne à son insu. Cette méthode découle de l'idée que la consommation de LSD est bénéfique car elle entraîne des modifications définitives mais nécessaires de la personnalité. Elle est contraire à la vision de Hofmann qui considère que la prise de LSD est quelque chose qui se prépare en amont. Cette pratique était très prisée des Merry Pranksters ; elle fut aussi courante au Pow-Wow : A Gathering of the Tribes of a Human Be-In où les sandwichs à la dinde étaient saupoudrés de LSD.

## Production et trafic

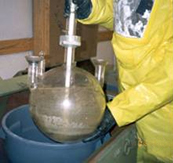
Saisie de la DEA dans un laboratoire clandestin de LSD.

Avant son interdiction par l’Organisation des Nations unies, la firme suisse Sandoz le distribue légalement sous la forme d’une préparation-test (Delysid) de la fin des années 1940 à 1966. Il est disponible pour les chercheurs en laboratoire ou en clinique qui en font la demande. Dans son communiqué de presse annonçant l’arrêt de la production, Sandoz nie toute implication dans le marché noir lié au LSD et dénonce la facilité à se procurer des précurseurs. Depuis son interdiction, comme pour la plupart des « drogues de synthèse », la production s’effectue près des lieux de consommation grâce à des laboratoires clandestins mobiles. Il semble que les produits nécessaires à sa fabrication soient sortis de manière plus ou moins légale — en fonction de la législation du pays en question — des laboratoires les fabriquant. En effet, avec de bonnes conditions de production, il suffit d’une quantité relativement faible — donc facilement transportable — de précurseurs (quelques kilogrammes) pour obtenir une importante quantité de doses de LSD.
D’après l’Organe international de contrôle des stupéfiants dans son rapport du 1er mars 2006, le LSD fait l’objet d’un trafic anecdotique qui ne dépasse généralement pas le cadre local. Globalement, il existe deux types de producteurs de LSD, : un nombre réduit de producteurs organisés à grande échelle, écoulent le LSD sur un grand territoire. Ce sont des chimistes expérimentés, sans doute les mêmes depuis les années 1960 ; un nombre beaucoup plus important de petits trafiquants, eux-mêmes consommateurs, écoulent leur production sur un territoire réduit, notamment à un cercle d’habitués ; son prix à l'unité (buvard ou micro-pointe) varie en général de cinq à quinze euros. Au plus haut niveau de la chaîne du trafic, le LSD est vendu sous forme cristallisée. Il est ensuite conditionné sous forme liquide. La solution de LSD est finalement utilisée par le plus bas niveau de la chaîne pour fabriquer les buvards (ou les autres formes sous lesquelles le LSD est vendu). Comme le LSD est un composé peu stable (voir la partie chimie) il est généralement conditionné sous sa forme finale le plus tard possible pour éviter au maximum de laisser se dégrader la molécule. Contrairement à d’autres trafics de stupéfiants, où le bénéfice est un facteur essentiel de motivation, le trafic de LSD comporte un aspect idéologique. Les prix restent donc stables, et relativement bas comparativement à d’autres drogues de synthèse du même type,. Bien que le marché soit restreint, on peut observer une dimension marketing, notamment une émulation dans la diversité des logos et des motifs mettant en valeur les buvards de LSD.

## Molécules similaires

### Molécules naturelles

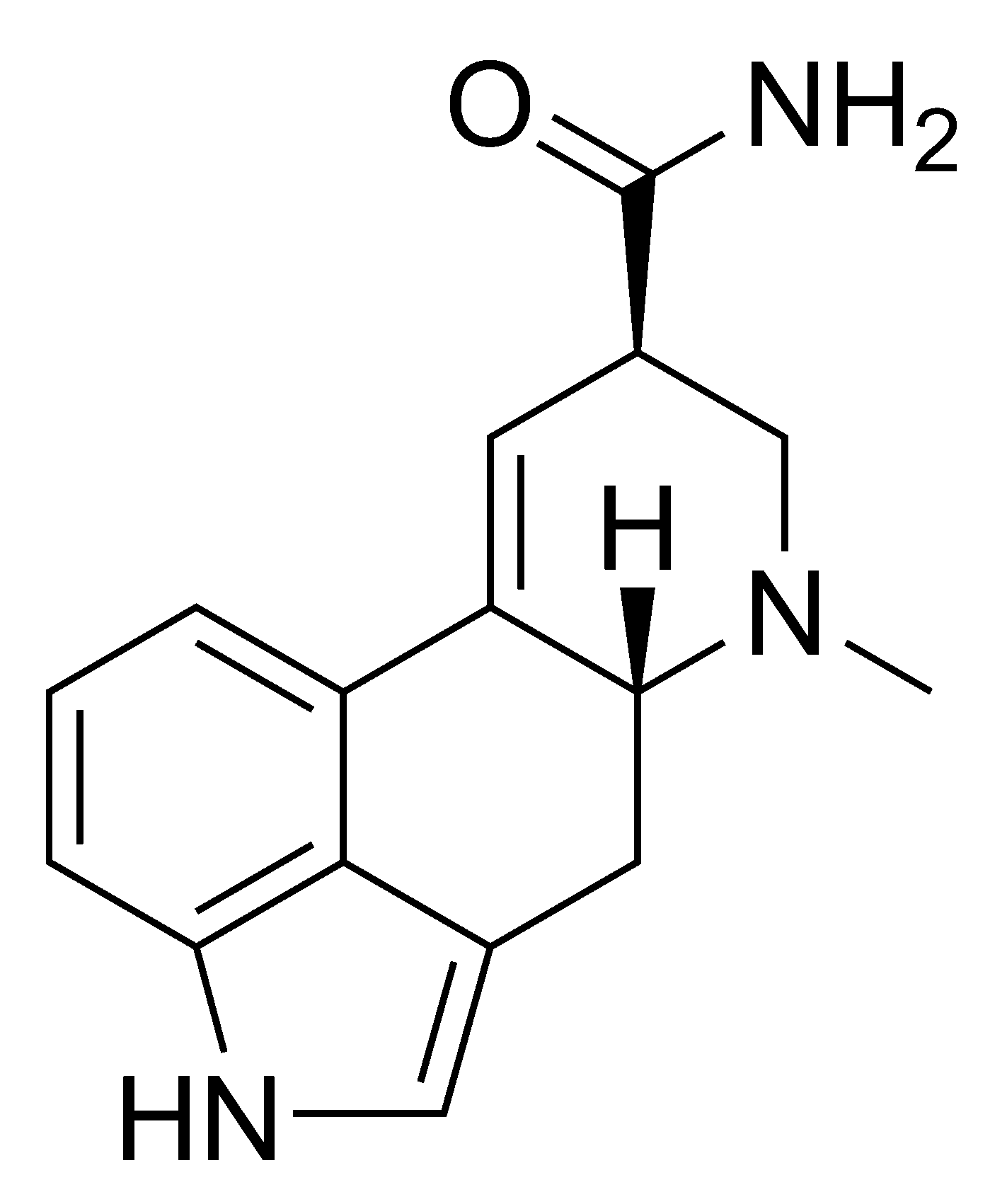
Formule topologique du LSA.

Il existe d'autres molécules proches du LSD autant par leurs effets psychiques que par leur structure chimique. Elles appartiennent souvent au groupe des indoles et sont dérivées de la tryptamine. Quelques molécules n'appartiennent pas au groupe des indoles (comme la mescaline) et sont de la classe des phényléthylamines. C'est le cas de la psilocybine et de la psilocine qui sont deux tryptamines toutes deux isolées par Albert Hofmann du Psilocybe mexicana, un champignon considéré comme sacré et connaissant un usage rituel. Selon Hofmann, elles procurent des visions moins colorées que le LSD. Hofmann considère aussi que ces molécules procurent des hallucinations moins lumineuses que le LSD.
Il est souvent comparé au LSA (acide d-lysergique amide) dont la structure et les effets sont proches.
Synthétisé pour la première fois par Hofmann au cours de ses recherches sur le LSD, il le retrouve quinze ans plus tard en analysant des graines d’ololiuqui. Selon Hofmann, il est dix fois moins psychoactif que le LSD et l'effet hallucinogène comporte une composante narcotique. Les publications de Hofmann confirmant la présence d'un dérivé proche du LSD dans les graines d’Ipomoea tricolor sont connues à un moment où il devient difficile de se procurer du LSD. Les ventes de graines connaissent alors un vif envol qui cesse cependant rapidement car l'effet est moindre que celui du LSD. Le LSA est naturellement présent dans certaines plantes d'usage rituel comme Rivea corymbosa (ololiuqui), Argyreia nervosa (Hawaiian baby woodrose ou liane d'argent) et Ipomoea violacea (tlitliltzin ou Morning glory).

### Molécules synthétiques
Des molécules apparentées au LSD par leur structure chimique (lysergamides) et leurs effets sont apparues ces dernières années[Quand ?] sur le récent marché des nouveaux produits de synthèse (NPS, ou « Designer Drugs »). On peut citer notamment : 
- l'ALD-52 (en), ou N-acétyl-LSD ;
- l'AL-LAD (en), ou 6-allyl-6-nor-LSD ;
- l'ETH-LAD (en), ou 6-éthyl-6-nor-LSD ;
- le LSM-775 (en), ou N-morpholinyllysergamide ;
- le LSZ (en) ou acide 2,4-diméthylazétidide lysergique ;
- le PRO-LAD (en), ou 6-propyl-6-nor-LSD ;
- le 1P-LSD (en), ou acide 1-propionyldiéthylamide lysergique.
- le 1P-ETH-LAD (en), ou acide 1-propionyl-6-éthyl-6-nor-diéthylamide lysergique.

Cependant, si les effets physiques et psychiques du LSD sont aujourd'hui relativement documentés, les risques liés aux NPS sont encore mal connus, du fait de la faible documentation scientifique les concernant.